# Рейнгольд, Валерий Леонидович
Вале́рий Леони́дович Ре́йнгольд (18 февраля 1942, Москва — 11 февраля 2020, там же) — советский футболист, выступавший на позициях крайнего нападающего или полузащитника. Мастер спорта СССР (1960).

## Биография
Родился в семье Леонида Яковлевича Рейнгольда в Москве, там же начал заниматься футболом. Первые шаги в игре делал в своём дворе на Красных Воротах. После случайной встречи с известным игроком московского «Динамо» Леонидом Соловьёвым оказался по его приглашению в динамовской спортшколе. Первым тренером Рейнгольда в школе «Динамо» стал Владимир Хайдин. Играл за сборную Москвы на Спартакиаде учащихся, и там спартаковский тренер предложил 15-летнему Рейнгольду перейти в юношескую команду «Спартака», тот согласился; поначалу динамовцы не хотели его отпускать и написали протест в федерацию футбола, однако затем он всё же перешёл в «Спартак».
В 1959 году выиграл Кубок СССР по футболу среди производственных коллективов, играя в одной команде с известными хоккеистами Старшиновым и братьями Борисом и Евгением Майоровыми.
В мае 1960 года Рейнгольд дебютировал в основной команде «Спартака» в чемпионате СССР. Последующие пять лет в «Спартаке» сложились для него весьма успешно: он постепенно закрепился в основном составе и выиграл с командой три медали чемпионата СССР разного достоинства и два кубка страны. Всего за восемь лет выступлений за «Спартак» провёл 176 матчей в высшей советской лиге, забил в них 32 гола.
Покинул «Спартак» по окончании сезона 1967 года. После этого два сезона играл в воронежской команде «Труд» во второй группе «А» СССР (втором по значимости дивизионе страны). Последние пять сезонов своей карьеры провёл в ярославском «Шиннике». В сезоне 1970 года, дебютном для себя в составе ярославцев, выиграл в составе команды зональное первенство второй группы «А» (на тот момент третьей по силе лиги). Последующие четыре года «Шинник» был середняком первой (по силе — второй) советской лиги, а Рейнгольд три года из четырёх оставался игроком основного состава команды. В сезоне 1974 года он провёл всего пять игр в лиге и по его окончании завершил игровую карьеру.
После окончания карьеры пробовал работать таксистом, а затем ушёл в бригаду строителей-монтажников. В 1987—1998 годах работал директором стадиона «Локомотив» (Перово, Москва).
Проживал в Москве. Был женат, две дочери, четверо внуков. Одна из дочерей — сотрудник Генпрокуратуры.
В 2004 году участвовал в телеигре «Сто к одному», играя за команду звёзд «Спартака» против редакции журнала «Мой футбол».
11 февраля 2020 года Рейнгольд во время турнира, посвящённого 110-й годовщине со дня рождения Владимира Степанова, потерял сознание и не приходил в себя до приезда скорой помощи, которая доставила его в реанимацию. Медики диагностировали у Рейнгольда инфаркт, его состояние оценивалось как тяжёлое. Через некоторое время бывший футболист московского «Спартака» Александр Мирзоян сообщил о том, что Рейнгольд скончался в реанимации, у него не выдержало сердце. 14 февраля 2020 года после церемонии прощания в манеже «Спартак» академии имени Фёдора Черенкова. Валерий Рейнгольд был похоронен на Николо-Архангельском кладбище.

## Достижения
- Чемпион СССР: 1962
- Серебряный призёр чемпионата СССР: 1963
- Бронзовый призёр чемпионата СССР: 1961
- Обладатель Кубка СССР: 1963, 1965
- Победитель Всемирных спортивных игр молодёжи и студентов (в рамках фестиваля), Хельсинки: 1962
- Победитель второй группы «А» (третьей по силе лиги СССР): 1970
- Обладатель Кубка СССР среди производственных коллективов: 1959